# Sinraptoridae
Famille
Synonymes
- † Metriacanthosauridae Paul, 1988

Genres de rang inférieur
- † Cryolophosaurus
- † Erectopus
- † Lourinhanosaurus
- † Metriacanthosaurus
- † Poekilopleuron
- † Shidaisaurus
- † Siamotyrannus
- † Sinraptor
- † Szechuanosaurus

Les Sinraptoridae (en français sinraptoridés) constituent une famille éteinte de grands dinosaures carnivores (théropodes) appartenant à la super-famille des Allosauridae. Ils mesuraient jusqu'à 10 mètres de long et ont vécu du Jurassique supérieur jusqu'au Cénomanien.
Selon la classification phylogénétique due en 2005 à Paul Sereno, ils sont un groupe monophylétique qui contient Sinraptor dongi et toutes les espèces plus liéés à Sinraptor qu'à Allosaurus fragilis, Carcharodontosaurus saharicus ou au moineau domestique (Passer domesticus).
Il est probable que ces théropodes sont, ou sont proches, des ancêtres des allosaures.

## Publication originale
(en) Philip J. Currie et Xi-Jin Zhao, « A new carnosaur (Dinosauria, Theropoda) from the Jurassic of Xinjiang, People's Republic of China », Canadian Journal of Earth Sciences, vol. 30, no 10,‎ 1er octobre 1993, p. 2037–2081 (ISSN 0008-4077 et 1480-3313, DOI 10.1139/e93-179, lire en ligne, consulté le 22 décembre 2020).